# Берггайм (Північний Рейн-Вестфалія)
Берггайм (нім. Bergheim) — місто в Німеччині, знаходиться в землі Північний Рейн-Вестфалія. Підпорядковується адміністративному округу Кельн. Входить до складу району Райн-Ерфт.
Площа — 96,33 км2. Населення становить 61 749 ос. (станом на 31 грудня 2020).

## Географія

### Адміністративний поділ
Місто  складається з 15 районів:
- Аге
- Аюнгайм
- Берггайм-Мітте
- Бюсдорф
- Флістеден
- Глеш
- Глессен
- Кентен
- Нідераусем
- Обераусем
- Паффендорф
- Квадрат-Іхендорф
- Райдт-Гюхельгофен
- Торр
- Циферіх